# Cyclotrichium straussii
Cyclotrichium straussii là một loài thực vật có hoa trong họ Hoa môi. Loài này được (Bornm.) Rech.f. mô tả khoa học đầu tiên năm 1982.